# Synemosyna paraensis
Synemosyna paraensis är en spindelart som beskrevs av Galiano 1967. Synemosyna paraensis ingår i släktet Synemosyna och familjen hoppspindlar. Inga underarter finns listade i Catalogue of Life.